# Max Bach (Verleger)
Max Bach (* 25. April 1915 in Offenbach am Main; † 17. Januar 2006 in Darmstadt) war ein deutscher Verleger. Er war Mitinhaber, Verleger und Geschäftsführer des Darmstädter Echo.

## Leben
Max Bach wurde 1915 in Offenbach als Sohn des Arbeiters und Gewerkschaftsfunktionärs Max Bach geboren. Nach der Volksschule erlernte er ab 1929 den Beruf des Schriftsetzer in einer sozialdemokratischen Zeitung. 1933 wurde die Zeitung geschlossen und Max Bach von den Nationalsozialisten wegen „politischer Unzuverlässigkeit“ vom Arbeitsamt gesperrt. Von 1933 bis 1935 studierte er an der Kunstgewerbeschule Offenbach. Für ein Jahr arbeitete er zunächst bei der Lithographischen Kunstanstalt H.C.Brüning in Hanau als Abteilungsleiter. Ab 1937 wurde er zur Wehrmacht einberufen und war dort bei der schweren motorisierten Feldartillerie. Nach seiner Entlassung aus der Gefangenschaft 1945, arbeitete Bach zunächst bei der Frankfurter Rundschau und ging danach als Betriebsleiter zum im November 1945 gegründeten Darmstädter Echo. Dort wurde er 1950 Mitinhaber, Verleger und Geschäftsführer.
Max Bach führte das Darmstädter Echo zur größten Tageszeitung in Südhessen und war bis kurz vor seinem Tode noch im Verlag tätig. Als aktiver Geschäftsführer zog sich Max Bach 1990 zurück. Den Verlag führte bis 2015 sein Sohn Hans-Peter Bach als alleiniger geschäftsführender Gesellschafter weiter, nachdem der andere Sohn Horst Bach im Jahr 2009 verstarb.
Bach lag sein soziales Engagement am Herzen, so gründete er eine „Darmstädter Bürgerstiftung“, war im Kommunalen Präventionsrat der Stadt Darmstadt tätig und unterstützte die örtliche Drogenhilfe mit finanziellen Mitteln. 
Max Bach starb im Januar 2006 im Alter von 91 Jahren in Darmstadt.

## Ehrungen
Max Bach wurde mit der Silbernen Verdienstplakette der Stadt Darmstadt, der Johann-Heinrich-Merck-Ehrung der Stadt Darmstadt (1975) und der Wilhelm-Leuschner-Medaille (1980), sowie dem Großen Verdienstkreuz (1979) mit Stern (1985) der Bundesrepublik Deutschland ausgezeichnet.